# 银河路街道
银河路街道，中华人民共和国新疆维吾尔自治区克拉玛依市克拉玛依区下属的一个街道，位于市区西北部。

## 建制沿革
- 1997年4月，置银河路街道。

## 行政区划
银河路街道下辖11个社区：
- 苑泉社区、北斗新月社区、银河社区、乐园社区、园丁社区、向阳北社区、八一北社区、园林阳光社区、通讯社区、星光社区、红文苑社区
- 芳草家园管委会